# Лазар Хребелянович
Лазар Хребелянович (на сръбски: Лазар Хребељановић) е княз на Моравска Сърбия, управлявал от 1371 до 1389 г.
Роден е около 1329 г. в крепостта Прилепац край Ново бърдо като син на местния феодал Прибац Хребелянович, по-късно логотет в двора на Стефан Душан. Самият Лазар е на служба във владетелския двор, а през 60-те години получава собствено владение, като в началото на 70-те години установява контрол над Поморавието.
През 1387 г. основните османски сили, водени от султан Мурад I, се насочват към Моравското княжество, но претърпяват поражение от княз Лазар Хребелянович в битката при Плочник. Моравците си връщат Ниш, а гарнизонът на намиралия се дотогава под българска власт Пирот доброволно преминава на тяхна страна. Мурад се възползва от това и на следващата година завзема доскорошното владение на васала си Иван Шишман. По това време османски части за пръв път достигат Босна, където в съюз с княза на Зета Георги Балшич претърпяват поражение от крал Твърдко I.
През 1389 г. Мурад предприема нов поход в Сърбия и среща армиите на Лазар Хребелянович и Твърдко в битката на Косово поле на 15 юни. По време на сражението и султан Мурад, и княз Лазар загиват, поради което двете армии се оттеглят от полесражението.

## Биография

### Произход и ранни години
Лазар е роден през около 1329 г. в Прилепац, 13 километра южно от Ново Бърдо, важен миньорски град по онова време. Семейството му е владетел на Прилепац и крепостта Призренац, построена за да защитава мините и селищата около Ново Бърдо. Бащата на Лазар, Прибац, е логотет в двора на Стефан Душан, част от династията на Неманичите. Той управлява Сърбия като цар от 1331 до 1346 г. и като император от 1346 до смъртта си през 1355 г. Стефан Душан става владетел на Сърбия след като детронира баща си Стефан Урош III, a след това награждава благородниците, подкрепили го във въстанието. Бащата на Лазар е част от тези благородници и е повишен в ранг на логотет след клетва във вярност на Стефан Душан. Според Мавро Орбини, историк от Дубровник живял през 16 век, фамилното име на Прибац и Лазар е Хребелянович. Макар че Орбин не предоставя свидетелство за твърдението си, то е общоприето в историографията.

### Дворянин
Прибац е награден от Стефан Душан и по още един начин: синът му Лазар става „ставилац“ в царския двор. Титлата „ставилац“ (в буквален превод на български „поставител“) има церемониална роля на царската трапеза, но може да бъде нагърбена с функции, които нямат общо с дворцовите ритуали. Тя е най-ниската в сръбския царски двор. Въпреки това е много престижна, тъй като притежателят ѝ е много близо до царя. Като ставилац Лазар се жени за Милица, дъщеря на принц Вратко, праправнук на Вукан, син на Стефан Неманя, основател на династията Неманичи, управлявала Сърбия от 1166 до 1371 г.
Стефан Душан умира внезапно през 1355 г. на 47 години и е наследен от 20-годишния си син Стефан Урош V. Лазар запазва титлата „ставилац“ в двора на новия цар. Смъртта на Стефан Душан е последвана от разпадането на Сръбската империя на по-малки феодални владения. Епир и Тесалия се отцепват през 1359 г. Това правят и Браничево и Кучево, управлявани от семейството Растислалич, която приема васалитет на унгарския крал Лайош Велики. Останалите провинции остават верни на младия Урош. Въпреки това, много благороднически семейства действат без съгласието на младия владетел.
Урош е слаб и не може да противостои на сепаратистките настроения, като постепенно губи властта в страната, която той номинално управлява. Той разчита на най-влиятелния сръбски благородник, принц Воислав Воинович от Захумлие. Воислав е започнал като ставилац в двора на Стефан Душан, но до 1363 г. той вече управлява голяма територия от връх Рудник в Централна Сърбия до Конавле на брега на Адриатическо море и от река Дрина до северно Косово. След него по сила са братята Балшич, Страцимир, Джурадж и Балша. До 1363 г. те установяват контрол над Зета.
През 1361, принц Воислав започва война с Република Дубровник за нейните територии. Дубровничаните се обръщат до сръбската аристокрация с молба да използва влиянието си и спре агресията на Воислав. През 1362 г. Дубровник се обръща и към Лазар като му подарява три стрели от плат. Макар и скромен подарък той доказва, че Лазар е смятан за влиятелна личност в двора на Урош. Воислав подписва мир с Дубровник през август 1362 г. Ставилац Лазар е споменат като свидетел на подписването на документ през юли 1363 г., с който Урош одобрява размяната на земи между Воислав и челник Муса, мъж на сестрата на Лазар, Драгана от 1355 г. Титлата челник е с по-висок ранг от ставилац.

### Нископоставен регионален владетел
Дейността на Лазар в периода между 1363 и 1371 г. са слабо отразени в историческите извори. Лазар явно напуска двора на Урош през 1363 или 1365 г. На около 35 години той все още е ставилац. Принц Воислав внезапно умира през септември 1363 г. Братята Мърнявчевичи, Вълкашин и Иван Углеша стават най-влиятелните в Сръбското царство. Те управляват главно земи в областта Македония. През 1365 г. Урош дава на Вукашин титлата цар, превръщайки Сърбия в дуалистична монархия. Йован Углеша получава титлата „деспот“. Племенникът на Воислав, Никола Алтоманович, добива по-голямата част от владенията на чичо си през 1368 г. По това време Лазар става независим и се превръща в регионален владетел. Не е ясно коя точно е била земята му, но ядрото ѝ не е било в наследствените владения около Ново Бърдо, които са управлявани от Вукашин.
Книгата Il Regno de gli Slavi (на български: Царството на славяните) от Мавро Орбини, публикувана в Пезаро през 1601 г., описва събития, в които Лазар е главно действащо лице. Според Орбини Никола Алтоманович и Лазар убеждават Урош да се присъедини към нападение на земите на братята Мърнявчевич. Сблъсъкът между двете групи се случва в Косово поле в 1369 г. Лазар се оттегля малко след началото на боя. Съюзниците му продължават боя, но са разбити. Алтоманович едва се спасява, а Урош е пленен и скоро след това затворен в тъмница от братята. През 1370 г., може би вследствие от битката от 1369 г., Лазар взима града Рудник от Алтоманович. Въпреки това с помощта на Унгария Алтоманович бързо се съвзема от поражението.

### Княз
Не е ясно кога Лазар получава титлата „княз“, често превеждана в западноевропейски източници като „принц“. В дубровнишки документ от 22 април 1371 г. Лазар е споменат като „Comes Lazarus“. Дубровничаните използват Comes като превод на титлата княз. Документът споменава, че Лазар владее Рудник. В средновековна Сърбия титлата „княз“ няма точно значение и ранг в йерархията. През 12 век рангът на титлата е висок, но през 13 и 14 век е снижен. По време на управлението на Урош, когато централната власт отслабва, титлата „княз“ е с висок престиж. Тя е носена от най-влиятелния благородник, Воислав Воинович до смъртта му през 1363 г.

#### Възход
Османците превземат Галиполи от Византия през 1354 г. Този град, намиращ се на югоизточния ъгъл на Балканския полуостров, е първото османско владение в Европа. Оттам османците навлизат във вътрешността на Балканите и през 1370 г. достигат сръбските земи и по-точно територията на Мърнявчевичи в източната част на региона Македония. Армия предвождана от братята Мърнявчевич навлиза в контролираната от османците територия и се сблъсква с тях в битката при Черномен на 26 септември 1371 г. Османците разбиват сръбската армия, а Вълкашин и деспот Углеша са убити. Синът на Вълкашин и негов наследник, Крали Марко, се превръща в съ-цар с Урош. През декември 1371 г. Урош умира без наследници, бележейки края на династията на Неманичите, управлявали Сърбия два века. Владетелят на Сръбското царство, което де факто престава да съществува като цялостна единица, формално е цар Марко Мърнявчевич. Влиятелните сръбски благородници обаче дори не обмислят да го признаят за върховен предводител. Те атакуват земите на Мърнявчевич в Македония и Косово. Призрен и Печ са превзети от братята Балшич, владетелите на Зета. Княз Лазар взима Прищина и Ново Бърдо, включително крепостта Прилепац. Братята Драгаш, Йован и Константин създават свое деспотство в източна Македония. Крали Марко остава с малка територия в западна Македония около град Прилеп. Вдовицата на Иван Углеша, Елена, заживява с княз Лазар и жена му Милица.
След гибелта на братята Мърнявчевич Никола Алтоманович се превръща в най-влиятелния благородник в разпокъсаната сръбска държава. Докато княз Лазар е зает с превземането на Прищина и Ново Бърдо, Никола превзема Рудник. През 1371 г. княз Лазар и босненският бан Твърдко формират съюз срещу Никола. Според източници от Дубровник Венецианската република посредничи в договор между Никола Алтоманович и Джурадж I Балшич за единно нападение над Дубровник. Никола би спечелил Пелешац и Стон, дубровнишките владения в Захумлие. Лайош Велики предупреждава Никола и Джурадж да не се занимават с Дубровник, унгарски васал от 1358 г. След договорките с Венеция, враг на Унгария, Никола губи унгарските си протекции. Лазар, готвейки се за сблъсък с Никола, обещава на Лайош Велики васалитет, ако получи неговата подкрепа. Княз Лазар и Твърдко атакуват и побеждават Никола Алтоманович през 1373 г. Никола е заловен в столицата си Ужице и ослепен от племенниците на Лазар, братята Мусич (според Орбини с тайното одобрение на Лазар). Лазар приема васалитет на Лайош Велики.
Твърдко анексира части от Захумле, преди това владени от Никола, включително горните течения на реките Дрина и Лим, както и Оногошт и Гацко. Княз Лазар, Вук Бранкович и челник Муса завладяват по-голямата част от земите на Никола. Вук Бранкович, оженил се за дъщерята на Лазар, Мара, през около 1371 г., печели Сеница и част от Косово. Челник Муса управлява земя около връх Копаоник заедно със синовете си Стефан и Лазар, познати като братята Мусич. Джурадж Балшич завзема граничните владения на Никола: Драчевица, Конавле и Требине. Твърдко взема тези земи през 1377 г. През октомври, Твърдко е коронясан като цар на всички сърби, Босна, крайморските и западни земи. Макар че е католик, коронацията на Твърдко е извършена в сръбския манастир Милешева. Твърдко предявява претенции за сръбския трон и за наследник на династията Неманич. Той е далечен техен потомък. Унгария и Дубровник признават Твърдко за цар, а няма индикации и че княз Лазар противоречи. Това обаче не означава, че княз Лазар приема Твърдко за свой владетел. Сръбската православна църква, единствената монолитна институция в разпокъсаната държава не подкрепя Твърдко.

#### Влиятелен владетел в Сърбия
След победата над Никола Алтоманович, княз Лазар се превръща в най-влиятелния владетел на територията на бившето Сръбско царство. Някои местни благородници отхвърлят властта на Лазар, но впоследствие я признават. Такъв е случаят с Никола Зоич от планината Рудник и Новак Белоцърквич от долината на река Топлица. Владенията на Лазар са спасение за православните монаси, които бягат от завзетите от османците земи. Това носи славата на Лазар до Атон, центърът на православното монашество. Сръбската православна църква е в схизма с Константинополската патриаршия от 1350 г. Сръбски монах от Атон на име Исая, отличил се като писател и оратор, окуражава Лазар да работи за помирението между двете институции. Благодарение на усилията им, делегация от църковни представители е изпратена в Константинопол, за да преговаря за помирение. Опитът е успешен и през 1375 г. Сръбската православна църква е приета отново в лоното на Константинополската патриаршия.
Последният сръбски патриарх по време на схизмата, Сава IV, умира през април 1375 г. През октомври, Лазар и Джурадж Балшич свикват Синода на сръбската църква в Печ. Патриарх Ефрем е избран за нов глава на Сръбската православна църква. Той е кандидат подкрепен от Константинопол. Ефрем абдикира в 1379 г. в полза на Спиридон, според някои историци заради влиянието на Лазар. Князът и Спиридон имат отлични взаимоотношения. Църквата е задължена на Лазар заради ролята му в потушаването на конфликта с Константинопол. Лазар дарява земи на манастирите и строи църкви. Най-голямото му наследство е манастирът Раваница, чиито строеж е приключен в 1381 г. Скоро след това той построява църквата „Свети Стефан“ в столицата си Крушевац. Църквата добива популярност като Лазарица. След 1379 г. той построява манастира „Горняк“ в Браничево. Лазар е между основателите на манастирите в Тисмана и Водица в днешна Румъния. Той финансира и строежа на два манастира в Атон, сръбския Хилендарски манастир и руския Свети Пантелеймон.

Лазар разширява владенията си до река Дунав през 1379 г. след като превзема Кучево и Браничево, измествайки унгарския васал Радич Бранкович Растислалич. Лайош Велики вече е дарил на Лазар региона Мачва, може би когато князът е приел васалитет. Лазар вероятно е въстанал срещу Лайош Велики. Известно е, че Лайош Велики готви кампания срещу Сърбия през 1378 г., но не е ясно срещу кой точно владетел е била насочена тя. Възможно е и това да е бил Радич Бранкович Растислалич, а нападението на Лазар да е било съгласувано с Лайош.
Държавата на Лазар, известна в литературата като Моравска Сърбия, е по-голяма от териториите на другите владетели на сръбски земи. Армията и властта му е по-добре организирана. Държавата на Лазар включва земите по течението на реките Велика Морава, Западна Морава и Южна Морава. Тя се простира от извора на Южна Морава на север до реките Дунав и Сава. Северозападната граница е река Дрина. Освен столицата Крушевац, територията му включва и Ниш и Ужице, както и Ново Бърдо и Рудник, двата най-богати минни региона в средновековна Сърбия. От всички сръбски земи, тази на Лазар е най-далеч от османската територия и най-слабо засегната от османските безчинства. Тя привлича имигранти от други земи, които строят нови села в преди това слабо заселени райони на Моравска Сърбия. Между тях са и духовници, които стимулират възстановяването на старите църковни центрове и основаването на нови. Стратегическата позиция на територията на Лазар спомага за израстването на престижа и политическото му влияние на Балканите с оглед на очакваната османска офанзива.
В актове издавани между 1379 и 1388 г. князът нарича себе си Стефан Лазар. Стефан е името носено от всички царе от династията Неманичи. Твърдко добавя Стефан до името си, когато е коронясан като цар на сърбите и Босна. От лингвистична гледна точка, документите издавани от Лазар носят следи на косово-ресавския диалект на сръбския език. В тях Лазар говори за себе си като самодържец на всички сръбски земи и всички сърби. Самодържец или автократор е епитет на византийските императори. Неманичите го възприемат и прилагат относно себе си, за да подчертаят независимостта от Византия, чиито върховно владичество иначе формално признават. Като княз, Лазар вижда загубата на територии от Сръбското царство, разделянето му между благородниците, края на династията на Неманичите и османската офанзива. Тези обстоятелства поставят съществуването на сръбската държава под въпрос. Отговорът на Лазар може да бъде намерен в титлите, които сам той употребява за себе си. Целта на Лазар е обединението на сръбските земи под негова власт като директен наследник на Неманичи. Въпреки това влиятелни регионални владетели като Балшичи в Зета, Вук Бранкович в Косово, Крали Марко, Константин Драгаш и Радослав Хлапен в Македония управляват като независими от Лазар. Освен това тримата владетели в областта Македония стават османски васали след Черноменската битка. Същата е съдбата и на България и Византия. През 1388 г. османски васалитет обявява и Георги II Страцимирович Балшич, новият владетел на Зета.
Османска войска, преминала необезпокоявана през териториите на османските васали, влиза в Моравска Сърбия през 1381 г. Тя е пресрещната от верните на княз Лазар благородници Цреп Вукославич и Витомир в битката при Дубравница, водена в близост до Парачин. През 1386 г. самият османски султан Мурад I повежда много по-голяма армия, която превзема Ниш от Лазар. Не е сигурно дали сблъсъкът между армиите на Лазар и Мурад при Плочник се случва преди или след превземането на Ниш. Лазар отблъсква Мурад. След смъртта на Лайош Велики, в Кралство Унгария избухва гражданска война. Предполага се, че Лазар участва в нея като противник на принц Сигизмунд. Османската заплаха нараства, а Сигизмунд печели все по-голяма подкрепа в Унгария. Лазар подписва мир със Сигизмунд, който е коронясан като крал през март 1387 г. Мирът е договорен, може би през 1387 г., с женитбата на дъщерята на Лазар, Теодора Лазаревич, с Никола II Горянски, влиятелен благородник в Унгария, подкрепил Сигизмунд. През същата година друга дъщеря на Лазар, Елена, се омъжва за Георги II Страцимирович Балшич. Година по-рано Драгана Лазаревич се омъжва за Александър, син на българския цар Иван Шишман.

#### Косовска битка
„Който е сърбин и роден от сръбска майка,

И със сръбска кръв и деди,

И не дойде за Битката в Косово,

Никога да няма потомството, което сърцето му желае,

Нито син или дъщеря!

Нека нищо засято от него не поникне,

Ни тъмно вино ни жито!

И нека е проклет от всички времена за всички времена!“

След битката при Плочник през 1386 г. за Лазар става ясно, че решителна битка с османците е неизбежна. След подписването на мир със Сигизмунд, за да избегне проблеми със северните съседи, князът си осигурява подкрепата на Вук Бранкович и Твърдко. Царят на всички сърби и Босна също очаква по-голяма офанзива, тъй като армията му, водена от Влатко Вукович Косача, разбива голяма османска войска в битката при Билеча през 1388 г. Голяма османска армия водена от султан Мурад, от около между 27 000 и 30 000 души, напредва през земите на Константин Драгаш и през юни 1389 г. пристига в Косово близо до Прищина, на територията на Вук Бранкович. Османската армия е посрещната от войските водени от княз Лазар, между 12 000 и 30 000 души. Те се състоят от войската на Лазар, на Вук Бранкович и контингент изпратен от Твърдко и воден от Влатко Вукович. Косовската битка, най-известната в сръбската средновековна история, се случва на 15 юни 1389 г. В свиреп бой и тежки загуби за двете страни княз Лазар и султан Мурад са убити.
Информацията относно развитието и изхода на Косовската битка е непълна в историческите извори. Най-вероятно тя завършва без победител. Въпреки това тежките загуби са пагубни за сърбите, които хвърлят в боя почти цялата си военна мощ. Макар че Сърбия при княз Лазар е икономически просперираща и с добра военна организация, тя не може да се сравнява с Османската империя по територия, население и икономика. Лазар е наследен от най-стария си син Стефан Лазаревич. Тъй като той е все още в невръстна възраст, след смъртта на Лазар, Моравска Сърбия е управлявана от майката на Стефан, Милица. Тя е нападната от север, пет месеца след Косовската битка, от войските на крал Сигизмунд. Щом османските войски достигат отново Сърбия през лятото на 1390 г., Милица приема васалитет. Тя изпраща най-малката си дъщеря, Оливера, в харема на султан Баязид I. Вук Бранкович става османски васал през 1392 г. С това всички сръбски земи, с изключение на Захумлие, управлявано от Твърдко, падат под властта на Османската империя.

## Традиция
Според сръбския средновековен епос в нощта преди Косовската битка Лазар е навестен от сив ястреб или сокол от Йерусалим, който му предлага избор между земно царство (победа в битката) или небесно царство, което ще се случи след капитулация или кървава загуба.
"...Пророк Илия се появи пред Лазар като сив сокол, с писмо от Божията Майка и му каза, че изборът е да задържи земно царство или да влезе в небесно царство..."
Според епоса Лазар избира вечността, небесното царство, и впоследствие загива в боя. „Умираме с Христа, за да живеем вечно“, казва той на воините си.
Ефимия, вдовицата на Углеша и по-късно монахиня в манастира Любостиня, написва Молитва до Княз Лазар, една от най-значимите творби в сръбската средновековна литература. Сръбската православна църква канонизира княз Лазар за светец като свети Лазар. Денят му е 28 юни (Видовден). Редица градове и села (като Лазаревац), малки сръбски православни църкви и мисии по света са кръстени на него. Останките му се пазят в манастира Ресавица.

## Наследници
Лазар и Милица имат поне седем деца:
1. Мара Лазаревич (умира на 12 април 1426), омъжва се за Вук Бранкович около 1371
2. Драгана Лазаревич (умира след 1396, омъжва се за Александър, син на българския цар Иван Шишман около 1386
3. Теодора Лазаревич (умира преди 1405), омъжва се за унгарския благородник Никола II Горянски около 1387
4. Елена Лазаревич Балшич Хранич (умира през март 1443), омъжва се първо за владетеля на Зета, Георги II Страцимирович Балшич, а след това за босненския благородник Сандал Косача
5. Оливера Лазаревич (1372–след 1444), омъжва се за османския султан Баязид I през 1390
6. Стефан Лазаревич (ок. 1377–19 юли 1427), княз (1389 – 1402) и деспот (1402 – 1427)
7. Вук Лазаревич, княз, убит на 6 юли 1410